# Știubieni
Știubieni is een Roemeense gemeente in het district Botoșani.
Știubieni telt 2906 inwoners.